# Giuseppe Viani
Giuseppe Viani (Treviso, 1909. szeptember 13. – Ferrara, 1969. január 6.) olasz labdarúgó, fedezet, edző.

## Pályafutása

### Játékosként
1926 és 1928 között a Treviso, 1928 és 1934 között az Ambrosiana labdarúgója volt. Az 1929–30-as idényben tagja volt a bajnokcsapatnak. 1934 és 1938 között a Lazio, 1938–39-ben a Livorno, 1939–40-ben a Juventus játékosa volt. 1940–41-ben a Siracusa, 1941 és 1943 között a Salernitana játékos-edzőjeként tevékenykedett.

### Edzőként
A játékos-edző időszak után 1945-ben a Benevento csapatánál kezdte edzői pályafutását. 1945–46-ban a BPD Colleferro, 1946 és 1948 között Salernitana, 1948–49-ben a Lucchese, 1949 és 1951 között a Palermo, 1951–52-ben az AS Roma, 1952 és 1956 között a Bologna vezetőedzője volt. A Salernitana csapatával az 1946–47-es idényben, az AS Roma együttesével az 1951–52-es idényben nyert bajnokságot a másodosztályban (Serie B). 1956 és 1965 között az AC Milan szakmai munkáját irányította vezetőedzőként és sportigazgatóként is. A csapattal három olasz bajnoki címet nyert és az 1957–58-as idényben BEK-döntős volt csapattal. Közben, 1958-ban és 1960-ban az olasz válogatottat irányító technikai bizottság tagja volt. Az 1960-as római olimpián a negyedik helyen végző olimpiai válogatott szövetségi kapitánya volt. 1965–66-ban a Genoa vezetőedzőjeként tevékenykedett. 
1968-ban a Bologna, 1968–69-ben az Udinese sportigazagtója volt.

## Sikerei, díjai

### Játékosként
Ambrosiana
- Olasz bajnokság
  - bajnok: 1929–30

### Edzőként
Siracusa
- Olasz bajnokság – harmadosztály (Serie C)
  - bajnok: 1940–41

 Salernitana
- Olasz bajnokság – harmadosztály (Serie C)
  - bajnok: 1942–43
- Olasz bajnokság – másodosztály (Serie B)
  - bajnok: 1946–47

 AS Roma
- Olasz bajnokság – másodosztály (Serie B)
  - bajnok: 1951–52

 AC Milan
- Olasz bajnokság (Serie A)
  - bajnok (3): 1956–57, 1958–59, 1961–62
- Bajnokcsapatok Európa-kupája (BEK)
  - döntős: 1957–58